# Liu Kang
Liu Kang è un personaggio immaginario della serie di videogiochi Mortal Kombat. È uno dei personaggi principali di tutta la serie. Il personaggio è un chiaro riferimento al leggendario maestro di arti marziali e attore Bruce Lee. Nel film Mortal Kombat del 1995 e nel suo sequel Mortal Kombat - Distruzione totale del 1997 è interpretato dall'attore cinese Robin Shou, mentre nel film reboot del 2021 è interpretato dall'attore cinese-canadese Ludi Lin.

## Storia

### Prima linea temporale
Rimasto orfano quando era bambino, Liu Kang venne portato nel tempio Shaolin, nascosto nelle montagne della provincia di Honan, in Cina. Il suo talento nelle arti marziali incuriosì Raiden. Egli vide nel giovane monaco Shaolin l'ultima speranza per la salvezza del Regno della Terra (Earthrealm), così lo portò dal leggendario maestro di arti marziali, Bo' Rai Cho, che gli insegnò diverse tecniche di combattimento. Dopo anni di allenamento, Liu Kang completò il suo addestramento, e venne arruolato nella setta segreta del Loto Bianco, un ordine di guerrieri creato da Raiden per difendere il Regno della Terra. In prossimità della 10ª edizione del Mortal Kombat, Liu Kang viene chiamato dal Gran Maestro Shaolin Wu per sconfiggere Shang Tsung. Egli desidera sconfiggere Shang Tsung e riportare il torneo ai templi Shaolin. Al torneo, Kang instaura un rapporto di amicizia con Johnny Cage e Sonya Blade, e scopre che il Regno Esterno (Outworld), ha vinto 9 tornei precedenti di fila, e che l'imperatore Shao Kahn, per conquistare la Terra, deve vincere 10 tornei consecutivi; pertanto il torneo in cui Liu Kang debutta è quello decisivo: qui si colloca il primo gioco di Mortal Kombat. Alla fine, Liu Kang ottiene il diritto a combattere Goro, riuscendo a sconfiggerlo e diventando il nuovo Campione di Mortal Kombat. Ma Shang Tsung, sentendo che Goro è stato sconfitto, sopraggiunge a sfidare Liu Kang. Dopo un duello all'ultimo sangue, Liu Kang riesce a sconfiggere lo stregone con il "calcio volante" che aveva imparato da Bo' Rai Cho, provocando la distruzione dell'isola di Shang Tsung a causa della sua sconfitta. Liu Kang torna quindi a casa come Campione.
Ma al ritorno ai templi Shaolin, Liu Kang trova molti cadaveri dei monaci, uccisi da un attacco di guerrieri Tarkatan. Arrabbiato, Liu Kang decide di viaggiare nel Regno Esterno, portando con sé il suo migliore amico Kung Lao, il mentore Raiden, e i guerrieri Lin Kuei Sub-Zero (il fratello minore dell'originale rimasto ucciso da Scorpion) e Smoke per vendicare i monaci caduti. Prima del viaggio, Kang arriva ad Hollywood alla ricerca di Johnny Cage e lo salva da un'ondata di Tarkatan. Cage si unisce al gruppo insieme a Jax Briggs (entrambi determinati a salvare Sonya, catturata durante il precedente torneo); pertanto Liu Kang e compagni viaggiano nel Regno Esterno, dando inizio agli eventi di Mortal Kombat II. Al torneo, Liu e Kung Lao incontrano Kitana, figliastra di Shao Kahn che in seguito si unirà ai guerrieri della Terra. Non ci è dato sapere quali sono i combattimenti del torneo; sappiamo solamente che Liu Kang sconfigge Shao Kahn.
Tornati sulla Terra, Liu Kang e Kung Lao iniziano ad allenare una nuova generazione di guerrieri Shaolin, ma l'addestramento viene interrotto quando Shao Kahn trova una scappatoia per invadere legalmente la Terra, considerando Liu Kang come il bersaglio primario dell'invasione. In Mortal Kombat 3 Kung Lao, nella battaglia finale contro Shao Kahn, viene apparentemente ucciso da quest'ultimo da una sua magia. Arrabbiato, Liu Kang sconfigge definitivamente Shao Kahn, le cui anime che lui aveva intrappolato fuoriescono dal suo corpo, causando il ritiro di lui e delle sue armate. Prima che il portale si chiuda, Liu Kang fugge attraverso di esso grazie a Kitana, che lo ringrazia per aver salvato la Terra e anche Edenia, il suo regno natale.
Dopo la sconfitta di Shao Kahn, Liu Kang viaggia negli Stati Uniti, dove incontra il suo vecchio amico Kai. I due poi tornano in Cina, dove Kai viene allenato da Liu Kang come monaco Shaolin. La pace, però, non dura a lungo: in Mortal Kombat 4 Raiden informa che Shinnok, il dio decaduto, è riuscito a scappare dal Regno Occulto (Netherrealm) a Edenia attraverso un portale. Scoprendo anche che Kitana è stata rapita, Liu Kang tenta di salvarla, ma fallisce. Liu Kang torna quindi sulla Terra, dove si unisce ai guerrieri per contrastare la minaccia di Shinnok. Alla fine, Liu Kang affronta Shinnok ed emerge ancora una volta vincitore. Kang ritorna poi ai templi Shaolin, incolpandosi di aver perso per sempre Kitana. Invece Kitana, (che da parte sua era stata impegnata a contrastare i suoi nemici del Regno Esterno) appare da un portale e lo ringrazia per aver salvato Edenia ancora una volta, e offre al giovane monaco la possibilità di unirsi a lei e vivere a Edenia, rivelando altresì che Kung Lao è vivo e l'ha aiutata nella sua missione; ma a causa della responsabilità di protettore della Terra, Liu Kang è costretto a rifiutare. 
Per molti anni, la Terra ritorna in un periodo di pace, che però non dura a lungo visto che l'Alleanza Mortale, formata da Shang Tsung e Quan Chi, uccide prima Shao Kahn facendogli abbassare la guardia (si scoprirà poi che in realtà era un clone creato da Shao Kahn per nascondere la sua vera posizione e il suo vero stato attuale, ovvero in fase di recupero dei suoi poteri), poi tocca a Liu Kang. Mentre quest'ultimo si esercitava sulle arti marziali, Shang Tsung, sotto le spoglie di Kung Lao, si avvicina e inizia ad attaccarlo, ma Liu Kang risponde ad ogni suo colpo. Ma proprio quando egli sta quasi per sconfiggere Shang Tsung un'altra volta, Quan Chi interviene, colpendo Liu Kang alle sue spalle con un colpo energetico. Shang Tsung si avvicina allora a Liu e gli stacca l'osso del collo, consumando poi la sua anima per usarla sull'armata del Re Dragone che i due stregoni intendono resucitare. Raiden rinuncia quindi alla sua immortalità per radunare un gruppo di guerrieri terrestri per vendicare la morte di Liu Kang dando inizio agli eventi di Mortal Kombat: Deadly Alliance; tra di essi figurano Kung Lao, Johnny Cage, Sonya Blade, Jax Briggs e Kitana.
All'inizio di Mortal Kombat: Deception, tutti i guerrieri della Terra sono caduti sotto i colpi dell'Alleanza Mortale (eccetto Kenshi, Sub-Zero e Bo' Rai Cho); Raiden, alla fine della lotta contro gli stregoni, viene sconfitto, ma l'Alleanza si rompe visto che entrambi gli stregoni vogliono usare il potere per loro stessi, così i due stregoni lottano finché Quan Chi sconfigge Shang Tsung, ma sopraggiunge Onaga, il Re Dragone che in origine aveva governato il Regno Esterno. Messe da parte le divergenze, Raiden, Shang Tsung e Quan Chi attaccano Onaga, ma senza alcun effetto, pertanto Raiden decide di sacrificarsi creando un colpo potentissimo in grado di uccidere l'avversario a costo della sua vita. Ma l'attacco non serve a niente: gli stregoni rimangono uccisi ma Onaga non subisce alcun graffio. Con la morte pratica di Shang Tsung, tutte le anime che egli aveva assimilato vengono rilasciate, compresa quella di Liu Kang, ma Raiden, rinato ormai corrotto, rianima il corpo di Liu Kang rendendolo uno zombie, e così questa trasformazione di Liu Kang uccide molti dei suoi compagni monaci Shaolin. Lo spirito di Liu Kang decide di rimanere nel Regno Esterno per assistere alla guerra contro Onaga, ma poi, saputo della sua "resurrezione", decide di trovare qualcuno a fermare il suo stesso corpo; nonostante non ne sia coinvolto, si sente comunque responsabile della morte di persone innocenti. Viene anche a sapere che i suoi amici sono stati uccisi dall'Alleanza Mortale e resuscitati da Onaga come suoi schiavi. Chiede così aiuto a Ermac, il quale era stato liberato da Kenshi dal controllo di Shao Kahn. Ora Kang ha due missioni da compiere: liberare i suoi amici dalla loro schiavitù e fermare il suo corpo dalle sue vili azioni. Liu Kang ed Ermac salvano i guerrieri della Terra, e Kang ha una breve riunione emotiva con loro, in particolare con l'amata Kitana; poi, dopo essersi separato da loro, Liu Kang ha solo una cosa da fare: riunirsi al proprio corpo.
Lo spirito di Liu Kang accompagnerà Kitana nella battaglia finale dell'Armageddon, e i due sono uniti da un forte legame, rinforzato grazie a Nightwolf. Il suo corpo, intanto, ha ancora un conto in sospeso con Shang Tsung il suo assassino e acerrimo nemico; quest'ultimo lo spinge fuori dalla Piramide di Argus, ma Liu Kang lo raggiunge di nuovo e lo prende con i suoi uncini incatenati: questo fa in modo che Shang Tsung perda le sue energia, ritornando il vecchio che era all'inizio.
Nel suo finale di Mortal Kombat: Deception ritorna in vita come umano, mentre combatte contro sé stesso da zombie, mentre in Mortal Kombat: Armageddon ci riesce grazie ai poteri emanati da Blaze dopo la sua sconfitta. Dopo ciò, il campione di Mortal Kombat affronta, con riluttanza, il corrotto Dark Raiden, impazzito dopo il suo invano sacrificio contro Onaga. Con la sconfitta del Dio del Tuono, Liu Kang diventa il nuovo protettore dell'Earthrealm.
In realtà, il suo corpo zombie morirà in battaglia, mentre sopravviverà il suo spirito assieme a Shao Kahn, a Taven, a Daegon e al vero Shinnok, in quanto quello falso è deceduto assieme a tutti gli altri combattenti.
Ricompare in Mortal Kombat vs DC Universe vivo, poiché si tratta di un capitolo non canonico fra MK3 e MK4. Appare nel primo capitolo della fazione MK nella modalità Storia. Kang nota che alcuni membri del Loto Bianco stanno scomparendo, ma come se non bastasse Kitana gli riferisce che anche alcuni Edeniani sono scomparsi. I due pensano che siano stati o i membri del Dragone Nero o il Lin Kuei, perciò si separano. Kang va in un cimitero, ma riesce a schivare un colpo ghiacciante di Sub-Zero che lo stava cogliendo di sorpresa. Liu Kang riesce a batterlo, poi i due discutono riguardo alla sparizione inspiegabile di alcune persone, ma poi Kang si accorge che Scorpion ha lanciato il suo serpente-lancia per uccidere Sub-Zero, e lo salva. Liu affronta e sconfigge Scorpion, che però viene invaso da una strana rabbia e viene sostituito da Flash. Questi, creduto da Liu il Shang Tsung che odia, viene sconfitto, ma quando Liu scopre che non è il vero Tsung, lo fa esaminare dai capi dell'accademia, ma c'è Tsung stesso che lo sfida. Tuttavia, Liu riuscirà a sconfiggerlo. Verrà poi teletrasportato a Gotham City, dove Batman, dopo lo scontro con Joker, lo sconfiggerà e lo porterà da Lanterna Verde, ma Raiden arriverà e dopo uno scontro con Batman si porterà via Liu.
Kang, risvegliatosi, farà poi un patto con tutti gli altri personaggi di Mortal Kombat, uno dopo l'altro, per la battaglia finale contro l'universo DC. Dopo il pareggio definitivo, Batman e Shang Tsung cercano di far calmare rispettivamente Superman e Raiden, e nonostante vengano sconfitti da loro, riescono poi a non farli cedere alla rabbia. Superman e Raiden uniranno allora le loro forze e sconfiggeranno Dark Kahn.

### Seconda linea temporale
Liu Kang appare anche in Mortal Kombat (2011), in cui la storia originale è stata alterata dalle visioni di Raiden. Il guerriero Shaolin riesce a vincere il primo Mortal Kombat, sconfiggendo Shang Tsung, dopo aver affrontato altri potenti avversari come Ermac, Scorpion e Goro. Sempre nel suo capitolo affronta anche Kitana (che in questa nuova storia partecipa al primo torneo), venuta a ucciderlo per impedirgli di vincere; Liu Kang deciderà di risparmiarla fingendo di non averla mai affrontata e ciò porrà le basi per la loro storia d'amore e per il futuro tradimento di Kitana. Liu Kang e Kung Lao rimangono assenti per buona parte dei capitoli dedicati al secondo torneo dato che Raiden li ha incaricati di liberare i loro confratelli Shaolin, catturati dalle armate di Shao Kahn. Quando si ricongiunge col gruppo, Liu Kang apprende della cattura di Kitana e lui e Kung Lao tentano di salvarla ma scoprono che verrà giustiziata nell'arena. Qui, Liu Kang è costretto da Raiden a lasciare il posto a Kung Lao, che vince il torneo, ma viene subito dopo ucciso da Shao Kahn. Per vendetta, Liu Kang attacca ed elimina l'imperatore del Regno Esterno, venendo dichiarato vincitore della competizione. Più tardi, Kahn decide di riportare in vita la regina d Edenia, Sindel ed invade la Terra. Raiden comprende che l'unico modo per impedire a Shao Kahn di portare l'Armageddon è "farlo vincere", ossia permettergli di completare l'invasione senza aver vinto il decimo Mortal Kombat, in modo che gli Dei Anziani lo puniscano per la sua trasgressione delle regole. Liu Kang, arrabbiato per la morte di Kitana e di altri suoi amici, non accetta di lasciar trionfare Shao Kahn ed attacca il Dio del Tuono, il quale lo uccide inavvertitamente mentre cerca di fermarlo. In seguito, la sua anima viene evocata nel Regno Occulto e soggiogata da Quan Chi.
Nel suo finale, Liu Kang uccide Shao Kahn e crede di essere l'unico capace di difendere l'Earthrealm dai pericoli esterni, così egli chiede agli Anziani di farlo diventare uno di loro, ma in cambio gli viene chiesto di sconfiggere Raiden, la divinità protettrice della Terra nonché suo stesso mentore. Liu Kang ci riesce e, come promesso, diventa il nuovo protettore della Terra. Nel finale di Shang Tsung si scopre che questo ruolo finirà col corromperlo (tuttavia entrambi i finali sono chiaramente non canonici).
In Mortal Kombat X Liu Kang continua a servire il Regno Occulto come Revenant di Quan Chi. Stranamente è assente nel capitolo iniziale che mostra la prima invasione di Shinnok e dei revenant, vent'anni prima degli eventi del gioco ma compare più avanti nell'ottavo capitolo. Qui Liu Kang viene sconfitto da Jax Briggs (anche lui un tempo revenant), che cattura Quan Chi. Quando Quan Chi e D'Vorah riescono a riportare in vita Shinnok, Liu Kang e gli altri revenant gli giurano fedeltà e insieme attaccano il Tempio Celeste di Raiden. Liu Kang viene sconfitto dal dio del tuono al quale però rinfaccia di essere il responsabile della sua morte; nello stesso capitolo Liu Kang compare in forma umana in un flashback ambientato durante il gioco precedente. Il suo revenant compare anche nel capitolo finale ma non viene nuovamente affrontato dal giocatore; nell'epilogo tuttavia si scopre che dopo la sconfitta di Shinnok, Liu Kang e Kitana sono i nuovi sovrani del Regno Occulto e Raiden (corrotto dalla magia di Shinnok e più spietato del solito), lo minaccia di morte nel caso tentasse di attaccare la Terra.
Nel suo finale arcade, con la sconfitta di Shinnok e la morte di Quan Chi, il Regno Occulto cade nel caos. Con le sue abilità in combattimento, Liu Kang soggioga i demoni che abitano il Regno Occulto, diventandone il nuovo signore. Seduto sul trono appartenuto a Shinnok, progetta la conquista degli altri regni.
In Mortal Kombat 11 Liu Kang è l'imperatore del Regno Occulto insieme a Kitana. Nel primo capitolo è l'ultimo avversario di Cassie Cage, durante l'assalto delle Forze Speciali al loro palazzo e nello scontro causa la morte di Sonya Blade. Dopo che le Forze Speciali distruggono il loro palazzo, Kang inizia a servire Kronika insieme agli altri revenant. La stessa titanide con il potere della Clessidra, porta al Kolosseo nel presente diversi combattenti del torneo del Regno Esterno, tra cui il Liu Kang del passato (cosa che, indirettamente, impedisce la morte di Kung Lao). Il Liu Kang passato viaggia insieme a Raiden e Kung Lao nel Regno della Terra per aiutare le Forze speciali. Nel capitolo 3 i due monaci vanno all'accademia Wu Shi per impedire agli sgherri di Kronika di impossessarsi delle fiale del Jinsei ma sono costretti ad affrontare lo Scorpion del passato e il revenant di Jade, per poi scontrarsi con i loro revenant; ma vengono alla fine fermati da Geras. Nel capitolo 7 insieme a Kitana e Kung Lao va a salvare la Jade del passato e aiuta la principessa a stringere un'alleanza con Baraka e Sheeva; la aiuterà a deporre Shao Kahn e divenire la nuova imperatrice del Regno Esterno. Nel capitolo 11 combatte contro Raiden cercando di far capire al Dio del Tuono che lo Scorpion passato questa volta non è dalla parte del male; Raiden realizza quindi che più volte, in altre linee temporali, i due si sono ritrovati a combattere per via di Kronika che vede in loro due le minacce più grandi al suo piano. Kronika rapisce quindi il Liu Kang del passato per permettere al Liu Kang revenant di rubare la sua anima e affrontare nuovamente il dio del tuono. All'inizio del capitolo 12 diventa Lord Liu Kang fondendosi con Raiden, e diventando il dio del tuono e del fuoco. Nel suo capitolo, Liu Kang è costretto ad affrontare da solo Kronika e suoi scagnozzi; dopo aver affrontato i revenant di Kitana e Kung Lao e la figlia di Kronika, Cetrion, Liu Kang affronta la Titanide nello scontro finale. Nel finale perfetto (ottenibile sconfiggendo Kronika senza mai perdere un round), Liu Kang diventa il nuovo padrone della Clessidra e sceglie di avere al suo fianco Kitana per plasmare la Nuova Era.
Il finale canonico (in cui Kronika vince un round prima di essere sconfitta), vede Liu Kang affiancato dal mortale Raiden mentre inizia a creare una nuova era. Questo finale viene ripreso nel DLC Mortal Kombat: Aftermath, in cui Shang Tsung (un tempo alleato di Kronika), impedisce a Lord Liu Kang di usare la Clessidra, poiché essa è incontrollabile senza la Corona delle anime, rimasta distrutta nello scontro con Kronika. Shang Tsung si offre di recuperare la Corona dalla sua Isola prima di Cetrion, accompagnato da Nightwolf e dal fratello di Raiden, Fujin; Liu Kang, pur non fidandosi dello stregone accetta, e manda il trio indietro nel tempo. A causa delle interferenze create dal gruppo di Shang Tsung, Kronika non ottiene la Corona e il Liu Kang del passato non viene catturato ma partecipa alla battaglia finale insieme ai suoi amici; tuttavia l'esito dello scontro è compromesso dal tradimento di Sindel (resuscitata da Shang Tsung), che libera Shao Kahn e insieme a lui fa una strage tra gli eroi. Il Liu Kang del passato viene sconfitto da Shao Kahn, che gli spezza le gambe, cosa che influisce sul suo revenant, che stava per affrontare Raiden. Dopo che Shang Tsung ha sconfitto Kronika e tutti i suoi alleati con il potere della Corona, Lord Liu Kang ricompare e rivela di aver permesso al suo nemico di portare avanti il suo obiettivo per poi sconfiggerlo alla fine; l'esito dello scontro è determinato dalla scelta del giocatore. Nel finale di Shang Tsung, lo stregone assorbe l'anima di Liu Kang ottenendo i suoi poteri prima di dare inizio alla sua Nuova Era; nel finale di Liu Kang, il dio del fuoco, sconfigge lo stregone e, nella sua Nuova Era, fa visita al Grande Kung Lao, scegliendolo come suo campione.

### Terza linea temporale
(Lord Liu Kang a Shang Tsung)
Liu Kang dà vita alla Nuova Era portando molte modifiche a tutti gli abitanti dei regni per poi lasciare i suoi poteri da titano per non impazzire come Kronika. Viene visto per la prima volta nel locale dell'anziana Madama Bo per reclutare i giovani shaolin Raiden e Kung Lao per combattere nel centenario torneo Mortal Kombat, scegliendo poi anche Kenshi e Johnny Cage. Liu Kang, insieme al defunto Jerrod Kahn, aveva creato tale torneo per mantenere la pace tra i regni. Dopo aver saputo che Shang Tsung, al quale aveva dato una vita penosa, ha recuperato i suoi poteri, manda Kenshi, Cage e Lao a catturarlo, ma la missione fallisce, nonostante i tre riescano a portare dalla loro parte Syzoth e Ashrah. Liu Kang, conscio del fatto che tutto questo porterà a una guerra, manda il Lin Kuei da Shang Tsung (anche se Sub-Zero tradirà la Terra) e si reca di persona nel Regno Esterno per spiegare tutto a Sindel, imperatrice del Regno  della cospirazione contro di lei ordita anche dal generale Shao e soprattutto che lui è il suo creatore. Liu Kang poi scopre che lo Shang Tsung che lui aveva sconfitto per la Klessidra è ancora vivo, grazie al fatto che il loro scontro ha fratturato il tempo dando vita a due linee temporali. Geras, il suo seguace, gli conferisce di nuovo i poteri da titano, raccolti in un luogo segreto per eoni, così Liu Kang recluta i suoi vecchi amici nelle loro linee temporali con i poteri da titani e migliaia di guerrieri da ogni dimensioni contro Shang Tsung e Quan Chi, anch'esso titano, riuscendo a sconfiggerli e a dissolverli nello scontro finale.

## Apparizioni
- Mortal Kombat (1992)
- Mortal Kombat II
- Mortal Kombat 3
- Ultimate Mortal Kombat 3
- Mortal Kombat Trilogy
- Mortal Kombat 4
- Mortal Kombat Gold
- Mortal Kombat: Deadly Alliance (cameo)
- Mortal Kombat: Deception (segreto)
- Mortal Kombat: Unchained
- Mortal Kombat Armageddon
- Mortal Kombat: Shaolin Monks
- Mortal Kombat vs DC Universe
- Mortal Kombat (2011)
- Mortal Kombat X
- Mortal Kombat 11
- Mortal Kombat 1